# Troncedo (Tineo)
Toncedo (en asturiano y oficialmente Troncéu) es una parroquia perteneciente al concejo de Tineo, Asturias en el norte de España, se sitúa al noroeste de la capital del concejo (Parroquia de Tineo) por la carretera AS-350, la parroquia tiene una población de 99 habitantes en 2009, la población del pueblo es de 21 habitantes, La parroquia está formada por los pueblos de Troncedo, Villapro (21 habitantes) y Sabadel de troncedo (57 habitantes).